# Montopoli in Val d'Arno
Montopoli in Val d'Arno is een gemeente in de Italiaanse provincie Pisa (regio Toscane) en telt 10.299 inwoners (31-12-2004). De oppervlakte bedraagt 29,9 km², de bevolkingsdichtheid is 344 inwoners per km².
De volgende frazioni maken deel uit van de gemeente: Castel del Bosco.

## Demografie
Montopoli in Val d'Arno telt ongeveer 3784 huishoudens. Het aantal inwoners steeg in de periode 1991-2001 met 8,8% volgens cijfers uit de tienjaarlijkse volkstellingen van ISTAT.
| Jaar | Inwoneraantal |
| ---- | ------------- |
| 1991 | 8870          |
| 2001 | 9648          |

## Geografie
De gemeente ligt op ongeveer 98 m boven zeeniveau.
Montopoli in Val d'Arno grenst aan de volgende gemeenten: Castelfranco di Sotto, Palaia, Pontedera, San Miniato, Santa Maria a Monte.